# Justus Lipsiuscollege
Het Justus Lipsiuscollege is een gebouw in de Minderbroedersstraat in de Belgische stad Leuven dat sinds de negentiende eeuw dient als verblijfplaats voor studenten van de Katholieke Universiteit Leuven. Toenmalig rector magnificus Alexandre Namèche woonde zelf in de Minderbroedersstraat, op die locatie waar de universiteit de Justus Lipsius pedagogie voor studenten van de faculteit geneeskunde en wetenschappen had ingericht. Hij liet het gebouw door architect en professor Joris Helleputte verbouwen. Deze verbouwde gedeeltes van het oude klooster en bouwde ook nieuwe vleugels aan in neogotieke stijl. In latere bouwcampagnes volgden nog bijkomende uitbreidingen door de architecten Théodore Van Dormael en Vincent Lenertz.

## Historiek
Rond 1860 kocht de KU Leuven het voormalige Ursulinenklooster in de Minderbroedersstraat. De KU Leuven startte in 1878 een grootse nieuwbouw, bestemd als pedagogie voor lekenstudenten Geneeskunde en Wetenschappen. Tot na de Tweede Wereldoorlog behield het college deze bestemming. De pedagogie was uitsluitend bestemd voor jongens. De studenten van de Faculteit Rechtsgeleerdheid en Theologie vonden onderdak in het Pauscollege en het Heilige Geestcollege, gelijkaardige pedagogieën.
Tijdens de Tweede Wereldoorlog werd het Heilige Geestcollege ernstig verwoest, waardoor de priesterstudenten, die daar gehuisvest waren, op zoek moesten gaan naar een nieuw verblijf. Dat verblijf vonden ze in het Justus Lipsiuscollege.
In 1953 werd het college opnieuw in gebruik genomen door leken. Ditmaal zonder beperking qua studierichting. Tot 1999 bleef het college een jongenspeda. In september 1999 werden de eerste meisjesstudenten ontvangen.
Sinds het ontstaan van het college, in 1879-1880, wordt het sociale leven op het college begeleid door een President-Hoogleraar, geassisteerd door een regentenkoppel en twee tot vijf subregenten. Aanvankelijk, tot in 1972, werkten er zusters in het college. Deze zusters stonden in voor het onderhoud en verzorgden de maaltijden. Tot 1984 bestond er immers een regime van vol pension. Nadien werd overgeschakeld op een regime van half pension en sindsdien worden de maaltijden verzorgd door het universiteitsrestaurant Alma.
De vroegere dienstverlening naar de studenten toe, zoals onder meer het poetsen van de studentenkamers, werd bij gebrek aan personeel sterk teruggeschroefd.
De studenten zelf organiseerden zich steeds meer, wat enkele jaren later resulteerde in een studentenwerking, coördinatie. Dit laat de studenten toe om zelf initiatieven te nemen en activiteiten te organiseren.

## Bouwgeschiedenis
De oudste resten die op het domein van het college te vinden zijn, zijn de Justus Lipsiustoren en een stukje muur achter in de tuin. Beide zijn een overblijfsel van de eerste Leuvense stadsmuur en dateert van rond 1155. Andere resten van deze muur in Leuven zijn onder meer te zien in het stadspark en het Handbooghof, nabij de Brusselsestraat.
De hele rechtervleugel van het college - het groot Oud Gebouw - is gebouwd op de fundamenten van de oude stadsmuur. De zogenaamde Kleine Dijle, die het college scheidt van het Refugehof van de abdij van Tongerlo, is aangelegd als een extra versterking voor deze stadsmuur.
Ter hoogte van het kleine, groene poortje van het college, net naast deze Kleine Dijle, bevond zich een van de Leuvense stadspoorten. De toenmalige Minderbroederspoort is nu echter geheel verdwenen.
De toren achter in de tuin van het college - de Justus Lipsiustoren - was een van de torens die de waterpoort flankeerden. Dit was de poort waardoor de Dijle de stad binnenkwam en die kon worden afgesloten door een hek. Aan de overkant van de Dijle bevindt zich de andere toren van de waterpoort, de Janseniustoren. Deze toren werd genoemd naar de Leuvense theoloog en Bisschop van Ieper, Cornelius Jansenius (1585-1639), tevens president van het toenmalig Hollands College, het huidige Paridaens Instituut.
Het driehoekig perceel van de Ursulinen wordt ingesloten door de Minderbroedersstraat, de Dijle en de Kleine Dijle. In de 17de eeuw, 1659, werd op deze plaats een Ursulinenklooster gesticht. De oudere bouwwerken verdwenen allemaal en er kwam een heuse nieuwbouw. Die nieuwbouw werd op haar beurt herbouwd in 1753. Ten tijde van de Franse Revolutie in 1789 werden de zusters verjaagd en de gebouwen openbaar verkocht. Het terrein, aan de Minderbroedersstraat 15, werd circa 1860 gekocht door de Katholieke Universiteit Leuven. Hetzelfde jaar nog werd besloten tot de bouw van het huidige college.
De eerste bouwfase in 1879 omvatte de refter en de kapel enerzijds en de rechtervleugel van het college, het groot Oud Gebouw, anderzijds. Tussen beide stond nog een vleugel van het oude Ursulinenklooster, die diende als Presidentswoning. Het bestaande gebouw links van de hoofdingang, waar nu het Nieuw Gebouw ligt, vormde een apart geheel en diende als woning van de Rector van de Katholieke Universiteit Leuven. Sinds 1893 deed het dienst als Instituut voor Farmacie.
Voor die eerste bouwfase deed de KU Leuven beroep op architect Joris Helleputte, later als katholiek volksvertegenwoordiger minister en medeoprichter van de Boerenbond. Deze weigerde samen te werken met de bestaande bouwnijverheid en ging aan de slag met een aantal meester-ambachtslui, die enkel met hun beste arbeiders aan de slag zouden gaan.
Naar eigen zeggen lag de bouw van het Justus Lipsiuscollege dan ook mee aan de basis van de door Joris Helleputte opgerichte "Gilde van Ambachten en Neringen" in Leuven. Voor de bouw van het college liet hij zich inspireren door de neogotiek. Deze neogotiek met spitsbogen, steunberen en gewelven geeft het college nog steeds haar typische uiterlijk.
Een didactische verzameling groevesteen, samengesteld door Helleputte, is te vinden in de tuin van het college.
In 1994 kreeg het gebouw zelf het statuut van beschermd monument, en de tuin samen met het college werd beschermd als stadsgezicht.